# Ecossaise
Die Ecossaise (franz. écossaise [ekɔsˈɛːz] „schottisch“), auch Ekossaise (IPA: [ekɔˈsɛːzə], anhörenⓘ), ist ursprünglich ein schottischer Rundtanz im 3/2- oder 3/4-Takt, der mit Dudelsack begleitet wurde. Seit dem 18. Jahrhundert, von Frankreich ausgehend, nennt man so einen in Hofgesellschaften getanzten Kontratanz von lebhafter Bewegung im 2/4-Takt. Dieser Tanz wurde auch mit aufgenommen unter dem Sammelnamen Anglaise.
Die Ecossaise war besonders Ende des 18. und zu Beginn des 19. Jahrhunderts in Frankreich und England populär. 1951 kam die Ecossaise nach Brasilien, und auch in anderen lateinamerikanischen Ländern verbreitete sie sich als „Schottish“, „Xotis“ oder „Xote“. Beispiele für Klavier wurden unter anderem von Beethoven, Schubert und Frédéric Chopin komponiert.
Die ursprüngliche Wortbedeutung lebt in der Bezeichnung des Volkstanzes Schottisch fort.